# لشکر ۶۹ پیاده (ایالات متحده آمریکا)
لشکر ۶۹ پیاده (انگلیسی: 69th Infantry Division) لشکر پیاده‌نظام نیروی زمینی ایالات متحده آمریکا است، که در سال ۱۹۴۳ تأسیس شد و در سال ۱۹۵۶ منحل گردید.
لشکر ۶۹ پیاده، لشکری از ارتش ایالات متحده بود که در طول جنگ جهانی دوم تشکیل شد. این لشکر با هنگ  ۶۹پیاده نظام (نیویورک) ("رزمنده ۶۹") متمایز است.
نشان آستین شانه این لشکر توسط فرمانده وقت آن، سرلشکر چارلز ال. بولت، طراحی شد که قرمز، سفید و آبی رنگ‌های ایالات متحده بودند و "۶" و "۹" را تشکیل می‌دادند.